# Batni motor
Batni ali recipročni motor je vrsta motorja, ki preko recipročno premikajočega se bata spreminja tlačno (potencialno) energijo delovnega sredstva v rotirajoče gibanje na gredi. Največkrat gre za toplotne stroje, obstajajo pa tudi hidravlični in pnevmatski batni motorji. Toplotne batne stroje se deli na motorje z notranjim zgorevanjem: bencinski (ottov) motor,dizelski motor in redko uporabljani motor na žarilno svečko. Druga kategorija so motorji z zunanjim zgorevanjem: stirlingov motor, parni batni motor in atmosferski motor. Bencinski motorji uporabljajo za vžig svečko, pri dizelskih pa pride zaradi visokega tlaka in temperature do samovžiga (ni svečke).

## Konfiguracije batnih motorjev na notranje zgorevanje
- Vrstni motor
- V-motor
- U-motor
- H-motor
- W-motor
- X-motor
- Protibatni motor - bokser motor, obstaja tudi druga izvedba protibatnega motorja, kjer dva bata uporablja isti valj in imata skupno zgorevalno komoro
- Zvezdasti motor - radialni motor
- Dvoakcijski batni motor (double acting)
- Napier deltic motor - delta motor
- Krožni motor - rotirajoči motor

- Wanklov motor - rotacijski motor, ki uporablja trikotno oblikovan bat